# The Great Rock ’n’ Roll Swindle (album)
A The Great Rock 'n' Roll Swindle az azonos című film filmzenei albuma. Habár a Sex Pistols neve alatt jelent meg, más előadók közreműködésével készült.

## Produkció
A filmzenei album felvételeire az együttes már feloszlott, Johnny Rotten pedig elutasította a közreműködést, így a "valódi" Sex Pistols-dalok énekét korábbi felvételekből vágták rá a Paul Cook és Steve Jones által rögzített zenére.
A duplalemezen sok dal hallható, amelyen Rotten egyáltalán nem működött közre, ezek nagy része az együttes felbomlása után íródott és készült. Ezek közé tartoznak Sid Vicious feldolgozásai, két új dal (Silly Thing és Lonely Boy), Ronie Biggs-szel rögzített dalok, a címadó dal és a Who Killed Bambi?, valamint néhány újdonság (köztük az Anarchy in the UK francia utazenészek előadásában és a Sex Pistols-dalainak feldolgozása).
1978 májusa és júliusa két dalt rögzítettek a Lonely Boy és a Silly Thing mellett: a Black Leather-t és a Here We Go Again-t. Ezek ugyan sem a filmbe, sem a lemezre nem kerültek fel, később megjelentek kislemezen.
A The Great Rock 'n' Roll Swindle albumon Rotten mellett a következő emberek énekelnek:
- Paul Cook – Silly Thing (1978)
- Steve Jones – Lonely Boy, The Great Rock 'n' Roll Swindle, Friggin' In The Riggin és a Silly Thing kislemezváltozata (1978)
- Ronnie Biggs – No One is Innocent, Belsen Was a Gas (1978)
- Malcolm McLaren – You Need Hands (1979)
- Edward Tudor-Pole – Rock Around the Clock, Who Killed Bambi (1979)
- Sid Vicious – My Way, C'mon Everybody, Something Else (1978)

## Változatok
Az album több, egymástól dalsorrendben különböző változatban jelent meg. Két főbb változat ismert, ezek dupla nagylemez és CD kiadásban jelentek meg. A két változat dalai közti legnagyobb különbség, hogy a dalokat újrahangszerelték, továbbá míg az A változat az I Wanna Be Me dalt és az Anarchy in the UK Dave Goodman által készített változatát tartalmazza, addig a B változaton a Watcha Gonna Do About It és az Anarchy in the UK Chris Thomas által készített változata szerepel. 1992-ig az A változat volt az elterjedtebb, ezt követően a B változat terjedt el.
Emellett megjelent egy egylemezes változat is eltérő borítóval és kevesebb dallal.

## Az album dalai

### A változat
| #   | Cím                                                                                                  | Szerző(k)                                           | Ének                                              | Hossz |
| --- | --- | --------------------------------------------------- | ------------------------------------------------- | ----- |
| 1.  | God Save the Queen (alternatív cím: God Save The Queen (Symphony))                                   | Johnny Rotten, Steve Jones, Glen Matlock, Paul Cook | Malcolm McLaren                                   | 3:23  |
| 2.  | Johnny B. Goode                                                                                      | Chuck Berry                                         | Johnny Rotten                                     | 2:36  |
| 3.  | Roadrunner                                                                                           | Jonathan Richman                                    | Johnny Rotten                                     | 3:47  |
| 4.  | Black Arabs (egyveleg: Anarchy in the U.K., God Save the Queen, Pretty Vacant és No One is Innocent) | Rotten, Jones, Matlock, Cook, Ronnie Biggs          | előadja a Black Arabs formáció                    | 4:51  |
| 5.  | Anarchy in the U.K.                                                                                  | Rotten, Jones, Matlock, Cook                        | Johnny Rotten                                     | 4:00  |
| 6.  | Substitute                                                                                           | Pete Townshend                                      | Johnny Rotten                                     | 3:10  |
| 7.  | Don't Give Me No Lip, Child (Dave Berry-feldolgozás, 1964)                                           | Barry Richards, Jean Thomas, Don Thomas             | Johnny Rotten                                     | 3:27  |
| 8.  | (I'm Not Your) Steppin' Stone                                                                        | Tommy Boyce, Bobby Hart                             | Johnny Rotten                                     | 3:06  |
| 9.  | L'Anarchie Pour Le UK (előadja három francia utcazenész; (alternatív cím: Anarchie Pour Le UK))      | Rotten, Jones, Matlock, Cook                        | Louis Brennon                                     | 3:28  |
| 10. | Belsen Was a Gas (alternatív cím: Einmal Belsen war Vortrefflich)                                    | Rotten, Jones, Sid Vicious, Cook                    | Johnny Rotten                                     | 2:12  |
| 11. | Belsen Vos a Gassa (alternatív cím: Einmal Belsen war wirklich Vortrefflich)                         | Rotten, Jones, Vicious, Cook                        | Ronnie Biggs                                      | 2:17  |
| 12. | Silly Thing                                                                                          | Jones, Cook                                         | Paul Cook                                         | 2:51  |
| 13. | My Way                                                                                               | Paul Anka, Claude François, Jacques Revaux          | Sid Vicious                                       | 4:06  |
| 14. | I Wanna Be Me                                                                                        | Matlock, Cook, Jones, Rotten                        | Johnny Rotten                                     | 3:03  |
| 15. | Something Else                                                                                       | Eddie Cochran, Sharon Sheeley                       | Sid Vicious                                       | 2:14  |
| 16. | Rock Around the Clock                                                                                | Max C. Freedman, James E. Myers                     | Edward Tudor-Pole                                 | 2:04  |
| 17. | Lonely Boy                                                                                           | Jones, Cook                                         | Steve Jones                                       | 3:07  |
| 18. | No One Is Innocent                                                                                   | Jones, Cook, Biggs                                  | Ronnie Biggs                                      | 3:04  |
| 19. | C'mon Everybody                                                                                      | Eddie Cochran, Jerry Capehart                       | Sid Vicious                                       | 1:56  |
| 20. | EMI (alternatív cím: EMI (Orch))                                                                     | Rotten, Jones, Matlock, Cook                        | Steve Jones                                       | 3:44  |
| 21. | The Great Rock 'n' Roll Swindle                                                                      | Jones, Cook, Julien Temple                          | Edward Tudor-Pole, Steve Jones, Paul Cook & mások | 4:21  |
| 22. | Friggin' in the Riggin'                                                                              | tradicionális; hangszerelte Jones                   | Steve Jones                                       | 3:37  |
| 23. | You Need Hands                                                                                       | Max Bygraves                                        | Malcolm McLaren                                   | 2:54  |
| 24. | Who Killed Bambi?                                                                                    | Edward Tudor-Pole/Vivienne Westwood                 | Edward Tudor-Pole                                 | 3:07  |

### B változat
| 1.  | God Save the Queen (Symphony)                                          | Johnny Rotten, Steve Jones, Glen Matlock, Paul Cook | Malcolm McLaren                                    | 3:23 |
| 2.  | Rock Around the Clock                                                  | Max C. Freedman, James E. Myers                     | Edward Tudor-Pole                                  | 2:04 |
| 3.  | Johnny B Goode                                                         | Chuck Berry                                         | Johnny Rotten                                      | 2:36 |
| 4.  | Roadrunner                                                             | Jonathan Richman                                    | Johnny Rotten                                      | 3:47 |
| 5.  | Black Arabs                                                            | Rotten, Jones, Matlock, Cook, Ronnie Biggs          | előadja a Black Arabs formáció                     | 4:51 |
| 6.  | Anarchy in the UK                                                      | Rotten, Jones, Matlock, Cook                        | Johnny Rotten                                      | 3:32 |
| 7.  | Watcha Gonna Do About It?                                              | Ian Samwell, Steve Marriott, Ronnie Lane            | Johnny Rotten                                      | 1:55 |
| 8.  | Who Killed Bambi?                                                      | Edward Tudor-Pole/Vivienne Westwood                 | Edward Tudor-Pole                                  | 3:07 |
| 9.  | Silly Thing                                                            | Jones, Cook                                         | Paul Cook                                          | 2:51 |
| 10. | Substitute                                                             | Pete Townshend                                      | Johnny Rotten                                      | 3:10 |
| 11. | Don't Give Me No Lip, Child                                            | Dave Berry                                          | Johnny Rotten                                      | 3:27 |
| 12. | (I'm Not Your) Steppin' Stone                                          | Tommy Boyce, Bobby Hart                             | Johnny Rotten                                      | 3:06 |
| 13. | Lonely Boy                                                             | Jones, Cook                                         | Steve Jones                                        | 3:07 |
| 14. | Something Else                                                         | Eddie Cochran, Sharon Sheeley                       | Sid Vicious                                        | 2:14 |
| 15. | Anarchie Pour Le UK (előadja három francia utcazenész)                 | Rotten, Jones, Matlock, Cook                        | Louis Brennon                                      | 3:28 |
| 16. | Einmal Belsen war Vortrefflich                                         | Rotten, Jones, Sid Vicious, Cook                    | Johnny Rotten                                      | 2:12 |
| 17. | Einmal Belsen war wirklich Vortrefflich                                | Rotten, Jones, Vicious, Cook                        | Ronnie Biggs                                       | 2:17 |
| 18. | No One Is Innocent                                                     | Jones, Cook, Biggs                                  | Ronnie Biggs                                       | 3:04 |
| 19. | My Way                                                                 | Paul Anka, Claude François, Jacques Revaux          | Sid Vicious                                        | 4:06 |
| 20. | C'mon Everybody                                                        | Eddie Cochran, Jerry Capehart                       | Sid Vicious                                        | 1:56 |
| 21. | EMI (Orch) (orchestral rendition with Steve Jones speaking the lyrics) | Rotten, Jones, Matlock, Cook                        | Steve Jones                                        | 3:44 |
| 22. | The Great Rock 'n' Roll Swindle                                        | Jones, Cook, Julien Temple                          | Edward Tudor-Pole, Steve Jones, Paul Cook & others | 4:21 |
| 23. | You Need Hands                                                         | Max Bygraves                                        | Malcolm McLaren                                    | 2:54 |
| 24. | Friggin' in the Riggin'                                                | tradicionális; hangszerelte Jones                   | Steve Jones                                        | 3:37 |

### Egylemezes változat
| #   | Cím                             | Hossz |
| --- | ------------------------------- | ----- |
| 1.  | God Save the Queen (Symphony)   | 3:23  |
| 2.  | The Great Rock 'n' Roll Swindle | 4:21  |
| 3.  | You Need Hands                  | 2:54  |
| 4.  | Silly Thing                     | 2:51  |
| 5.  | Lonely Boy                      | 3:07  |
| 6.  | Something Else                  | 2:14  |
| 7.  | Rock Around the Clock           | 2:04  |
| 8.  | C'mon Everybody                 | 1:56  |
| 9.  | Who Killed Bambi?               | 3:07  |
| 10. | No One Is Innocent              | 3:04  |
| 11. | L'Anarchie Pour Le UK           | 3:28  |
| 12. | My Way                          | 4:06  |